# Lisabonski ugovor
Lisabonski ugovor (također i Reformski ugovor), punim nazivom Ugovor iz Lisabona o izmjenama i dopunama Ugovora o Europskoj uniji i Ugovora o osnivanju Europske zajednice, međunarodni je ugovor koji je potpisan u Lisabonu 13. prosinca 2007. godine s ciljem rješavanja pitanja daljnjeg institucionalnog funkcioniranja Europske unije. Lisabonski ugovor dopunjuje postojeće ugovore o Europskoj uniji i Europskoj zajednici, ne zamjenjujući ih. Ugovor je stupio na snagu 1. prosinca 2009., nakon što je prošao proces ratifikacije u svim državama članicama EU.

## Važnije novine koje su uvedene u odnosu na dotadašnji sustav
Važnije promjene uključuju više glasovanja kvalificiranom većinom u Vijeću EU, veću uključenost Europskog parlamenta u zakonodavni proces kroz veću mogućnost suodlučivanja s Vijećem EU, čime se eliminirao sustav stupova, te stvaranje funkcije Predsjednika Europskog vijeća na mandat od dvije i pol godine, kao i funkcije Visokog predstavnika Unije za vanjske poslove i sigurnosnu politiku. Visoki predstavnik je također i Potpredsjednik Europske komisije, te će držanjem obiju pozicija predstavljati jedinstveni stav o politici EU. Visoki predstavnik/Potpredsjednik će biti zadužen i za Službu za vanjske poslove, koja je također stvorena Lisabonskim ugovorom i u osnovi predstavlja zajedničku službu za vanjske poslove .
Lisabonski ugovor je uveo i pravno obvezujuću povelju o ljudskim pravima Unije, Povelju o temeljnim pravima. Ugovor predstavlja dopunu Ugovora o Europskoj uniji (TEU, Maastricht; 1992) i Ugovora o osnivanju Europske zajednice (TEC, Rim; 1957.). Njime je TEC preimenovan u Ugovor o funkcioniranju Europske unije (TFEU).

### Značaj Lisabonskog ugovora
Europska unija sve je više rasla zahvaljujući proširenjima. Kako bi se osiguralo da proširena EU može nastaviti učinkovito funkcionirati, potreban je moderniji sustav za donošenje odluka. Lisabonski ugovor je utemeljio taj sustav. Ugovor je stupio na snagu 1. prosinca 2009. godine a Europskoj uniji donosi moderne institucije i optimizirane metode rada, s kojima će se EU učinkovitije moći baviti izazovima u današnjem svijetu. Lisabonski ugovor predstavlja novu fazu u procesu stvaranja sve tjesnije unije naroda Europe. U svijetu koji se brzo mijenja, Europljani od EU očekuje da se pozabavi pitanjima kao što su globalizacija, klimatske i demografske promjene, sigurnost i energija. Lisabonski sporazum će ojačati demokraciju u EU, kao i mogućnost promicanja interesa njezinih građana na svakodnevnoj osnovi.
Europska unija na temelju Lisabonskog Ugovora stječe međunarodnu pravnu osobnost koju je ranije na osnovi čl. 392 UEZ imala Europska zajednica, koja Lisabonskim ugovorom nestaje i kao pravni subjekt, ali i uopće kao pojam u europskoj integraciji. EU postaje subjekt međunarodnog prava, te na temelju međunarodnog prava može stjecati prava i preuzimati obveze.
Lisabonski ugovor pripaja političku i sudsku suradnju u kaznenim stvarima prvom stupu čime dolazi do promjene metode odlučivanja s jednoglasnosti na odlučivanje kvalificiranom većinom. Dok u okviru zajedničke vanjske politike i politike sigurnosti jednoglasnost ostaje pravilo. Tako se može govoriti o redukciji tri Maastrichtska stupa EU u dva, ili čak o potpunom stapanju stupova u jedinstvenu europsku cjelinu. Nestaje i potreba za razlikovanjem prava Europske zajednice i prava Europske unije, te kao jedini izraz u upotrebi ostaje pravo Europske unije.
Lisabonskim ugovorom prvi put je rečeno da zemlja može izaći iz EU.

## Kritike u Europi
Austrijski su mediji kritizirali potpisivanje ovog ugovora: Kronen Zeitung iz Beča napisao je da je Ugovor o EU "sporan i sramotan". Sveučilišni profesor Walter Obwexer rekao je da taj dokument ograničuje austrijsku državnu suverenost, usporedivši ga s propalim ustavom iz 2004. kao "staro vino u novim cijevima, koji se građanima prodaje kao nešto drugo, kao nešto sasvim novo", jer u svim bitnim elementima ostao je isto. 70% građana tražilo je referendum o ugovoru, dok su vodeći političari bili suprotnog mišljenja. Frankfurter Allgemeine Zeitung, vodeći njemački dnevnik, istakao je da je tekst ovog ugovora nečitljiv, da se ne zna stvarna uloga predsjednika Vijeća. Češki predsjednik Vaclav Klaus Ugovor o EU opisao je kao "nesreću za Europu".

## Vanjske poveznice
- Tekst Lisabonskog ugovora na svim službenim jezicima Europske unije  Arhivirana inačica izvorne stranice od 23. studenoga 2009. (Wayback Machine)
- Tekst Lisabonskog ugovora u prijevodu na hrvatski jezik[neaktivna poveznica]